# Sam Register
Sam Register é um produtor de televisão norte-americano, presidente executivo e responsável pelos assuntos criativos da Warner Bros. Animation, além de ser presidente da mesma, da Cartoon Network Studios e Hanna-Barbera Studios Europe.

## Biografia
Ex-vice-presidente do Cartoon Network, Sam é conhecido por ser um dos mentores do site oficial do canal, o CartoonNetwork.com, que foi iniciado em 1998. Após a criação do site, Sam deu início ao Cartoon Orbit, em 2000, do qual foi diretor criativo entre 2000 e 2001.
Ele também é o criador das séries Hi Hi Puffy AmiYumi e Ben 10, além de co-produtor de Teen Titans e produtor executivo de Transformers: Animated.
Register também é responsável pela co-produção da versão anime de As Meninas Superpoderosas, intitulada Demashita! Powerpuff Girls Z.